# Синяков, Георгий Фёдорович
Гео́ргий Фёдорович Синяко́в (6 (19) апреля 1903, с. Петровское, Воронежская губерния — 7 февраля 1978, Челябинск) — советский хирург, кандидат медицинских наук, заслуженный врач РСФСР, участник Великой Отечественной войны, спасший в концлагере в Кюстрине (Польша) тысячи пленных: будучи членом лагерного подполья, оформлял в госпитале концлагеря документы на них как на умерших и организовывал побеги.

## Биография
Родился в селе Петровское Ивановской волости Воронежской губернии (ныне — Воронежская область).
В 1928 году окончил медицинский факультет Воронежского университета.

### Война и плен
23 июня 1941 года был призван в действующую армию, работал в медицинских учреждениях Ростовской области. С июня по октябрь 1941 — ведущий хирург медико-санитарного батальона на Юго-Западном фронте, военврач 2 ранга 119-го санитарного батальона 171-й стрелковой дивизии. 
5 октября 1941 года в ходе битвы за Киев (в районе села Борщёвка, вероятнее села Борщёв (Киевская область)) вместе с ранеными бойцами попал в плен.  Был помещён сначала в лагеря Борисполя и Дарницы, а с мая 1942 года в Кюстринский международный лагерь военнопленных в 90 километрах от Берлина (Шталаг III-A; лагерный номер 97625).
В Кюстринском лагере он был назначен хирургом в лазарет (так называемый ревир), где блестяще выдержал «экзамен», на глазах немецких лагерных врачей во главе с доктором Кошелем, а также французских, английских и югославских специалистов из числа заключённых проведя резекцию желудка.
Провёл множество операций, неустанно оперируя многочисленных больных. Верный клятве Гиппократа, Синяков оперировал и немцев — так, он спас сына гестаповца, задыхавшегося от попавшего в трахею постороннего предмета (по одной из версий, мальчик подавился костью). Так доверием к хирургу прониклась охрана лагеря, и доктор смог передвигаться по лагерю свободно, бывать там, куда пленных не пускали, что впоследствии помогло в подпольной деятельности. Также он получил усиленный паёк, которым делился с ранеными: обменивал сало на хлеб и картошку, которой можно было накормить большее число заключённых.
Вместе с немецким переводчиком, капралом Гельмутом Чахером, сочувствовавшим русским (он учился в СССР, был женат на русской женщине Клавдии Алексеевне Осиповой, с которой перед войной приехал в Германию), помог множеству пленных сбежать: Чахер, хорошо знающий местность, разрабатывал маршрут побега из Кюстрина, рисовал карту, которая вручалась вместе с часами и компасом тем, кто решился на побег. Чаще всего Георгий Фёдорович использовал имитацию смерти: он научил больных притворяться умершими, констатировал смерть, «труп» вывозили с другими действительно умершими и сбрасывали в ров неподалёку, где пленный «воскресал».
В январе 1945 года, когда советские войска уже приближались к лагерю, он был расформирован: узников разделили на три части — одних погрузили в эшелоны для отправки в Германию, других погнали пешком через замёрзший Одер, а третью группу численностью около 3000 больных и раненых, оставили в лагере, где их должны были уничтожить солдаты СС. Синяков через переводчика убедил солдат не уничтожать пленных, и лагерь был оставлен без единого выстрела. Вскоре в лагерь вошли советские танки — группа майора Ильина из 5-й ударной армии генерала Берзарина, и Синяков организовал в лагере полевой госпиталь, за несколько суток прооперировав более семидесяти танкистов.
Победу Георгий Фёдорович встретил в Берлине, расписался на здании Рейхстага.

#### Известные спасённые
Спас советского солдата еврейского происхождения Илью Зельмановича Эренбурга, по одной версии, сначала спрятав его в бане, потом в бараках, а когда Илью всё-таки нашли и отправили на работы в каменный карьер, Синяков перевёл его в инфекционное отделение (по другой версии, придумал ему псевдоним Илья Белоусов и выдавал за русского). Вскоре Эренбург «умер», был вывезен с территории лагеря вместе с трупами, благополучно выбрался и закончил войну в Берлине в звании лейтенанта.
Спас от смерти прославленную лётчицу, Героя Советского Союза Анну Егорову, которая была сбита в августе 1944 года под Варшавой после её 277-го вылета. Обгоревшая Анна попала в концлагерь Кюстрин, где её поместили в одиночную камеру с цементным полом; Георгий Фёдорович настоял, чтобы лечение было доверено ему и профессору Белградского университета Павле Трпинацу. При осмотре и перевязке Егорова попросила Синякова сохранить спрятанные в тайнике сапога награды и партбилет, которые сохранил в банке с ядом Гельмут Чахер. Синяков смазывал её гнойные раны рыбьим жиром и специальной мазью, от которой раны выглядели свежими, а на самом деле отлично затягивались.
Много месяцев прятал среди раненых 10 (по другим данным, 16) советских лётчиков. Сбитому в бою лётчику-штурмовику Николаю Майорову буквально «собрал по частям» челюсть, спас руку с газовой гангреной. Вылечил лётчика-истребителя Александра Каширина, попавшего в лагерь с гангреной ступней ног, без сознания, и т. д.

### После войны
После окончания войны продолжил служить до 1946 года, когда был демобилизован и переехал на постоянное место жительства в Челябинск, где жил до конца своих дней. С 1946 по 1972 годы — заведующий хирургическим отделением МСЧ ЧТЗ (ныне клиническая горбольница № 8), затем до 1974 года — ассистент кафедры факультетской хирургии в Челябинском государственном медицинском институте. В 1961 году был избран депутатом городского Совета.
В 1961 году в «Литературной газете» вышел очерк об Анне Александровне Егоровой под заголовком «Егорушка», в котором она рассказала о подвиге «русского доктора», и спасённые Георгием Синяковым лётчики нашли его и пригласили в Москву. Туда же прибыли сотни других спасённых им бывших узников Кюстрина. По некоторым данным, после интервью Егоровой Синякова пытались представить к государственным наградам (в том числе к званию Героя Советского Союза), но из-за пленного прошлого этого не произошло.
Умер Георгий Фёдорович 7 февраля 1978 года, похоронен на Успенском кладбище г. Челябинска.

## Семья
Жена Тамара Сергеевна (врач), приёмный сын Сергей Николаевич Мирющенко (инженер), внучка Оля, правнучка Ася.

## Научные работы
- Релаксация правой половины диафрагмы с выпячиванием печени, симулирующая эхинококк // Врачебное дело. 1953. № 5;
- Наши дальнейшие наблюдения о лечении панариция путём иссечения некротических тканей с наложением глухого шва с применением пенициллина // Тр. науч. конф. «Глухой шов в хирургии при применении антибиотиков». Ч., 1958;
- О технике гепатопексии при опущенной печени // Хирургия. 1960. № 4[9].

## Награды
- Звание «Заслуженный врач РСФСР»[1]
- орден «Знак Почёта»[1]
- медали СССР, в том числе:
  - медаль «За трудовое отличие»[3]
  - медаль «За победу над Германией в Великой Отечественной войне 1941—1945 гг.»[3]
  - медаль «За доблестный труд в Великой Отечественной войне 1941—1945 гг.»[3]
  - медаль «Ветеран труда»[3]
  - юбилейная медаль «Двадцать лет Победы в Великой Отечественной войне 1941—1945 гг.» (1965)[3]
  - юбилейная медаль «Тридцать лет Победы в Великой Отечественной войне 1941—1945 гг.» (1975)[3]
- Почётная грамота Президиума Верховного Совета РСФСР (24 февраля 1970 года) — за многолетнюю плодотворную научно-педагогическую деятельность в Челябинском медицинском институте[3]

## Память

Мемориальная доска на здании ГКБ № 8

На здании городской клинической больницы (ГКБ) № 8, где Г. Ф. Синяков проработал с 1945 по 1977 годы, была открыта памятная доска с надписью: «В этом здании с 1945 по 1977 г.г. работал легендарный врач-хирург, участник Великой Отечественной войны, кандидат медицинских наук Синяков Георгий Федорович 1903—1977».
Георгию Синякову посвящена небольшая экспозиция в медицинском музее Челябинска.
4 февраля 2015 года губернатор Челябинской области Борис Дубровский на встрече с научной общественностью региона дал поручение проработать вопрос об увековечивании имени Георгия Фёдоровича Синякова, например, присвоив его имя одной из стипендий для будущих медиков и учёных.